# Wikipédia en betawi
Wikipédia en betawi (en betawi : Wikipédi basa Betawi) est l’édition de Wikipédia en betawi, langue malaïque parlée à Jakarta et sa périphérie dans l'île de Java en Indonésie. L'édition est lancée le 16 mai 2024,,,. Son code est : bew.
Au 20 mars 2025, l'édition en betawi contient 2 872 articles et compte 1 651 contributeurs, dont 31 contributeurs actifs et 3 administrateurs.

## Présentation

Aire de diffusion des langues malaïques.
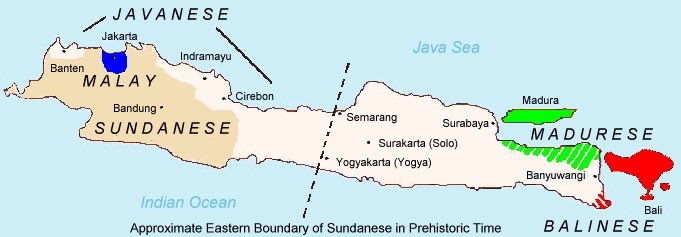
Les différentes langues présentes dans l'île de Java.
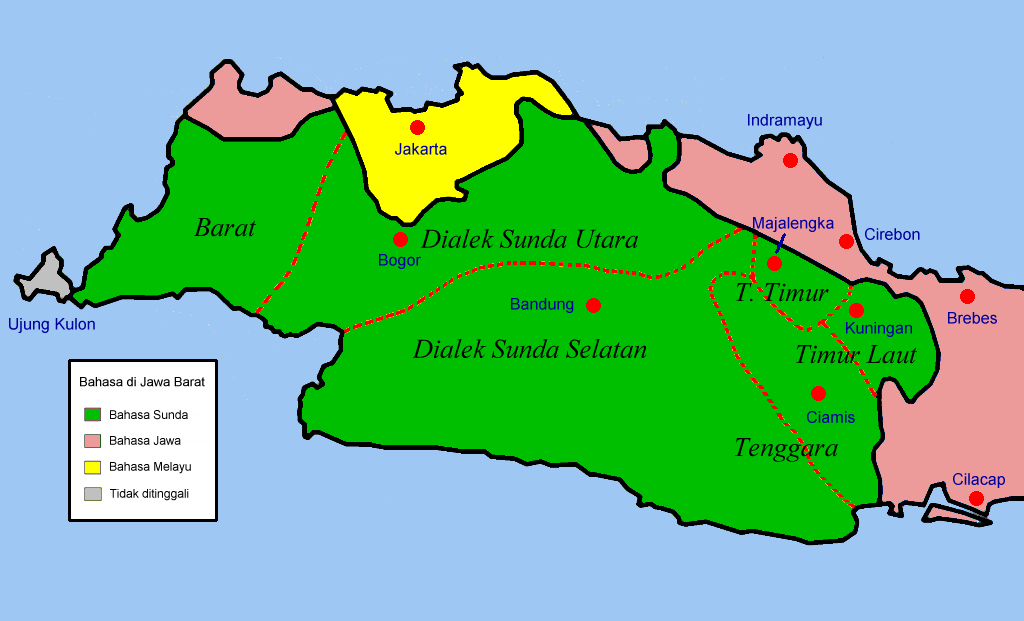
Diffusion du betawi dans l'ouest de Java (en jaune).

## Statistiques
- Le 10 octobre 2024, l'édition en betawi contient 2 694 articles et compte 934 contributeurs, dont 26 contributeurs actifs et 3 administrateurs.